# Comarca de Loja
Comarca de Loja és una comarca situada en la part occidental de la província de Granada, en el sud-est d'Espanya. D'acord amb el catàleg elaborat per la Conselleria de Turisme i Esport de la Junta d'Andalusia (27 de març de 2003), aquesta comarca estaria conformada pels següents municipis: 
- Algarinejo
- Huétor-Tájar
- Íllora
- Loja
- Moclín
- Montefrío
- Moraleda de Zafayona
- El Salar
- Villanueva Mesía
- Zagra